# Стіллвотер (округ, Монтана)
Шаблон:StateAbbr_ 45°40′ пн. ш. 109°23′ зх. д. / 45.67° пн. ш. 109.39° зх. д.
Округ  Стіллвотер (англ. Stillwater County) — округ (графство) у штаті  Монтана, США. Ідентифікатор округу 30095.

## Історія
Округ утворений 1913 року.

## Демографія
За даними перепису 
2000 року 
загальне населення округу становило 8195 осіб, усе сільське.
Серед мешканців округу чоловіків було 4178, а жінок — 4017. В окрузі було 3234 домогосподарства, 2348 родин, які мешкали в 3947 будинках.
Середній розмір родини становив 2,94.
Віковий розподіл населення поданий у таблиці:
| Стать    | До 15 років | 15-21 | 22-29 | 30-39 | 40-49 | 50-65 | 65-85 | Понад 85 |
| -------- | ----------- | ----- | ----- | ----- | ----- | ----- | ----- | -------- |
| Чоловіки | 867         | 369   | 304   | 514   | 788   | 789   | 491   | 56       |
| Жінки    | 794         | 344   | 253   | 531   | 720   | 736   | 547   | 92       |

## Суміжні округи
- Ґолден-Веллі — північ
- Єллоустоун — схід
- Карбон — південь
- Парк — південний захід
- Світ-Ґрасс — захід

## Виноски
1. ↑  US Decennial Census. US Census Bureau. Архів оригіналу за 26 квітня 2015. Процитовано 30 листопада 2014.
2. ↑  Historical Census Browser. University of Virginia Library. Архів оригіналу за 11 серпня 2012. Процитовано 30 листопада 2014.
3. ↑  Population of Counties by Decennial Census: 1900 to 1990. US Census Bureau. Процитовано 30 листопада 2014.
4. ↑  Census 2000 PHC-T-4. Ranking Tables for Counties: 1990 and 2000 (PDF). US Census Bureau. Процитовано 30 листопада 2014.
5. ↑  State & County QuickFacts. US Census Bureau. Архів оригіналу за 6 червня 2011. Процитовано 16 вересня 2013. [Архівовано 2011-06-06 у Wayback Machine.](англ.) Наведено за англійською вікіпедією.
6. ↑  American FactFinder. Бюро перепису населення США. Архів оригіналу за 26 лютого 2012. Процитовано 31 січня 2008. [Архівовано 2008-05-21 у Wayback Machine.]

| США | Це незавершена стаття з географії США. Ви можете допомогти проєкту, виправивши або дописавши її. |